# Lekcja (szkoła)

Zajęcia lekcyjne w XIX wieku na obrazie Alberta Bettanniera (1887)

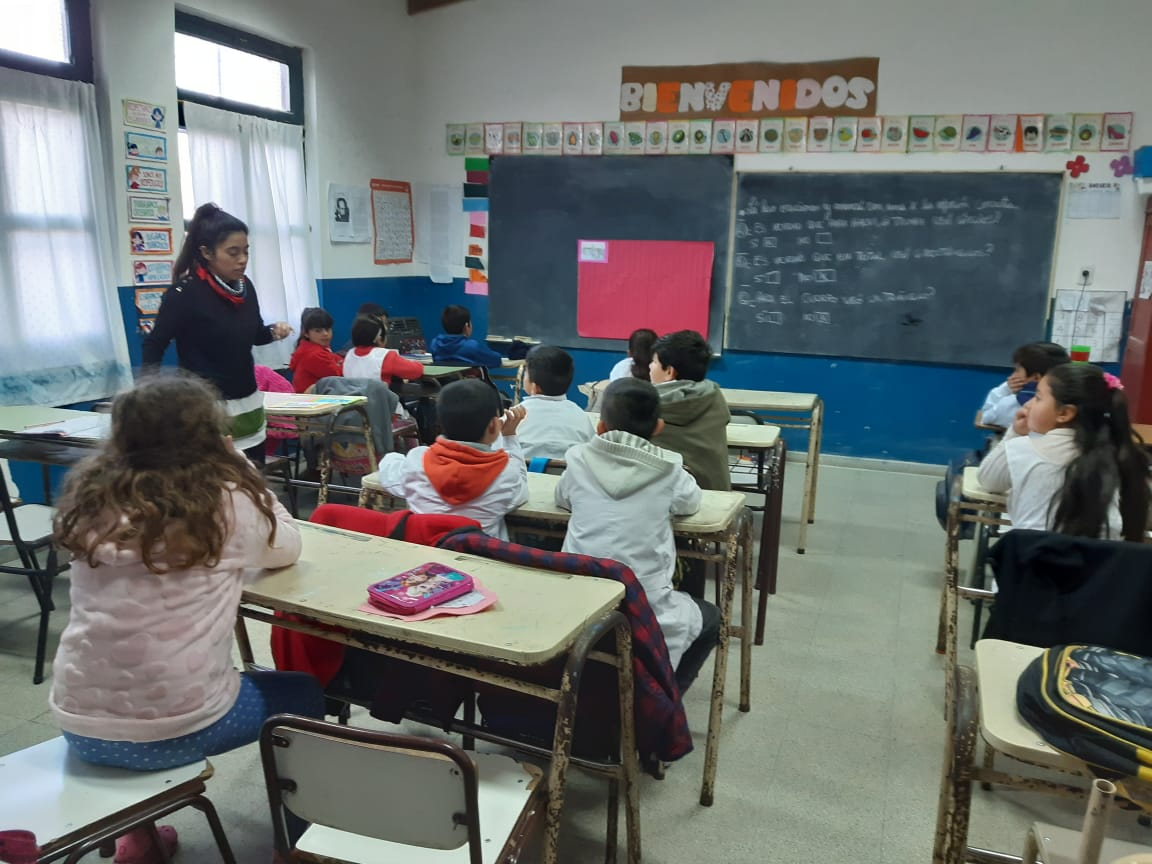
Zajęcia lekcyjne w klasie (2019)

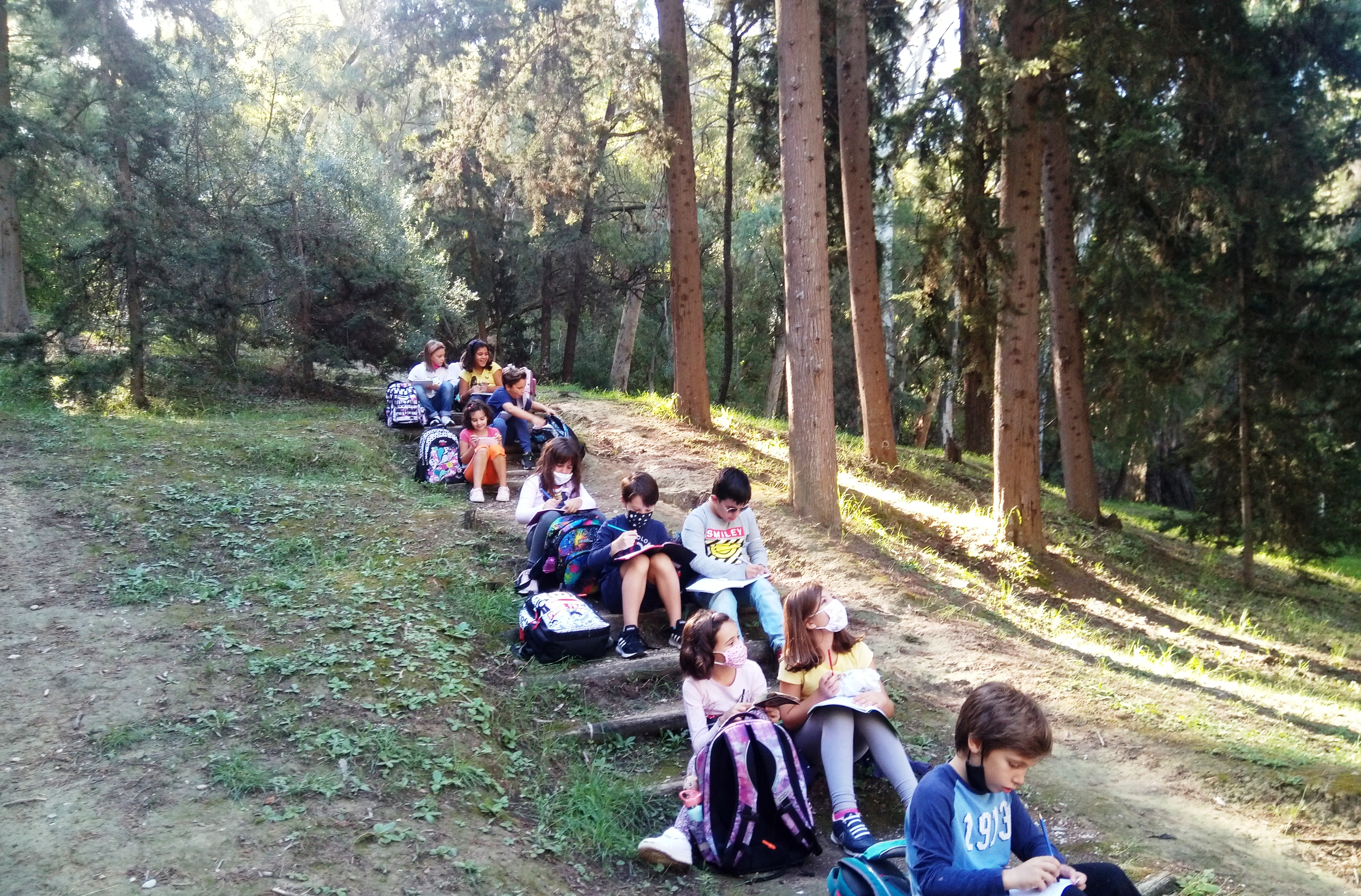
Lekcja w lesie (2020)

Lekcja (inaczej: jednostka dydaktyczna) – organizacyjna forma nauczania oparta na realizacji określonego zadania dydaktycznego (poznawczego, kształcącego i wychowawczego). Jest formalnym rodzajem interakcji nauczyciela z uczniami, nastawionym na realizację celów kształcenia i celów wychowania. W Polsce przyjęto, iż trwa 45 minut, a rozpoczęcie następnej lekcji musi być poprzedzone przerwą międzylekcyjną. Lekcja jest stosowana w nauczaniu podstawowym i ponadpodstawowym (średnim). Szczególnym rodzajem lekcji jest godzina wychowawcza.
1. Struktura lekcji uzależniona jest od:
  - realizowanych celów
  - treści merytorycznych
  - metod kształcenia
2. Funkcje dydaktyczne lekcji:
  - zapoznanie uczniów z nowym materiałem
  - utrwalanie opanowanego już materiału
  - sprawdzenie wiadomości i ocena
3. Wyróżnia się następujące typy lekcji:
  - lekcja wprowadzająca nowy materiał (podająca)
  - lekcja utrwalająca (doskonaląca)
  - lekcja kontrolna
  - mieszana
4. Rodzaje lekcji:
  - lekcja podająca (prekursor – Jan Fryderyk Herbart)
  - lekcja problemowa (prekursor – John Dewey)
  - lekcja mieszana
  - lekcja ćwiczeniowa
  - lekcja eksponująca
  - zajęcia pozalekcyjne